# Obergruppenführer
Obergruppenführer – stopień paramilitarny obowiązujący w organizacjach paramilitarnych III Rzeszy. Jego odpowiednikiem w siłach lądowych i powietrznych Wehrmachtu był stopień generała rodzaju wojsk. Od roku 1942 poprzedzał stopień Oberstgruppenführera. Pełna nazwa różniła się zależnie od organizacji. W SA brzmiała „SA-Obergruppenführer”, a w SS „SS-Obergruppenführer”. 
Początkowo jego oznaką były 3 liście dębu na patkach kołnierzowych i biały kwadrat. W 1942 roku wprowadzono rozporządzenie zmieniające oznaczenia stosowane na patkach kołnierzowych po której oznaką stopnia Obergruppenführera były 3 liście dębu i dwa białe kwadraty. W SA patki kołnierzowe Obergruppenführera pozostały bez zmian.